# Nesmrtno življenje Henriette Lacks
Nesmrtno življenje Henriette Lacks (ang. The Immortal Life of Henrietta Lacks) je prva knjiga ameriške pisateljice Rebecce Skloot.

## Poglavja
- 1. DEL: ŽIVLJENJE
- 2. DEL: SMRT
- 3. DEL: NESMRTNOST

## Izdaje
Knjiga je prevedena v več kot 25 jezikov. V slovenščini je izšla leta 2011 pri založbi Mladinska knjiga. Prevedla jo je Irena Duša, uredila pa Sanda Šukarov.